# Торговые павильоны Центрального рынка (Владикавказ)
Торговые павильоны Центрального рынка — памятник архитектуры из двух зданий во Владикавказе, Северная Осетия. Выявленный объект культурного наследия России и культурного наследия Северной Осетии. Находится на территории Центрального рынка в историческом центре города на улице Куйбышева, д. 19, 21.
Ближайшим объектом культурного наследия является пятиэтажный кирпичный дом № 38, который находится на противоположной стороне улицы Куйбышева.
Дом 38 на улице Куйбышева/ Дом 1 на Бородинской улице
Здания из красного армянского туфа были построены в начале 1950-х годов по проекту архитектора Геворга Чкнаворяна.